# Zaoyang (meteoryt)
Zaoyang – meteoryt kamienny należący do chondrytów oliwinowo-bronzytowych H 5, którego spadek zaobserwowano o godzinie 18.15 18 października 1984 w chińskiej prowincji  Hubei. Całkowita masa meteorytu jaką obecnie dysponuje się wynosi 14,25 kg. Meteoryt Zaoyang jest jednym z sześciu zatwierdzonych meteorytów znalezionych w tej prowincji.